# Kościół Świętej Rodziny w Gazie
Kościół Świętej Rodziny w Gazie (arab. ‏كنيسة العائلة المقدسة في غزة‎, trb. kanijsa al-aila al-mukadasa fi ghaza) – jedyny rzymskokatolicki kościół parafialny w Gazie, jeden z trzech kościołów w Strefie.
Parafia ta obejmuje szkołę zapewniającą chrześcijańskie wykształcenie dzieciom w Gazie i ściśle współpracuje z pobliskimi zgromadzeniami zakonnymi Misjonarek Miłości, Służebnic Pana i Dziewicy z Matará (SSVM) oraz Siostrami od Najświętszego Różańca z Jerozolimy. Misjonarki Miłości opiekują się osobami starszymi i niepełnosprawnymi, a Siostry od Najświętszego Różańca z Jerozolimy prowadzą szkołę. Wspólnocie posługują księża z Instytutu Słowa Wcielonego.
Kościół i jego szkoła wielokrotnie stawały się celami Sił Obronnych Izraela od wybuchu wojny w Strefie Gazy w 2023 roku, m.in 4 listopada 2023 r. (bombardowanie szkoły), 16 grudnia 2023 r. (zabójstwo Nahedy i Samry Antona przez izraelskiego snajpera), 7 lipca 2024 r. (bombardowanie kościoła, 4 osoby zginęły), 17 lipca 2025 r. (ostrzał czołgowy, 3 osoby zgineły).